# Drienovec
Drienovec és un poble i municipi d'Eslovàquia. Es troba a la regió de Košice, a l'est del país.

## Història
La primera referència escrita de la vila data del 1335.

## Demografia
| Godina             | 1994 | 2004   | 2014    | 2024    |
| ------------------ | ---- | ------ | ------- | ------- |
| Nombre de persones | 1659 | 1803   | 2203    | 2486    |
| Diferència         |      | +8,67% | +22,18% | +12,84% |

| Godina             | 2023 | 2024   |
| ------------------ | ---- | ------ |
| Nombre de persones | 2431 | 2486   |
| Diferència         |      | +2,26% |